# Vads församling
Vads församling var en församling i Skara stift och i Skövde kommun. Församlingen uppgick 2002 i Götlunda församling.

## Administrativ historik
Församlingen har medeltida ursprung. 
Församlingen var till 1962 annexförsamling i pastoratet Hjälstad, Mo, Sveneby och Vad. Från 1962 till 2002 var den annexförsamling i pastoratet Götlunda, Flistad och Vad. Församlingen uppgick 2002 i Götlunda församling.

## Kyrkor
- Vads kyrka